# Jan Berlík
Jan Berlík (vlastním jménem Jan Brdlík), (24. května 1892 Tábor – 27. prosince 1972 Praha) byl český pěvec-tenorista, člen opery Národního divadla, hudební pedagog-profesor pražské konzervatoře

## Životopis
Narodil se v rodině táborského mlynáře Brdlíka – majitele v té době největšího mlýna na Lužnici, po vystudování (1911) reálného gymnázia v Táboře studoval sólový zpěv v Praze u Moritze Wallersteina, Carla Emericha a Egona Fuchse. Jan Berlík – jako sólista tenorista poprvé vystoupil v roce 1924 v Praze s Českou filharmonií (Písně potulného tovaryše; Gustav Mahler ) a na amatérské operní scéně (v Lounech) Germont ve Verdiho Violettě.
Ve své pěvecké kariéře působil především jako sólista v operních divadlech; Slovenské národní divadlo v Bratislavě (pod vedením Oskara Nedbala v sezoně 1925–1926; Národní divadlo v Praze 1926–1927 a 1931–1940; Státní opera v Hamburku 1927–1930. Byl hostem oper v Berlíně (1928–1930) a Záhřebu.
Oženil se 24. dubna 1927 v Táboře. Manželka Jarmila Komárková narozená 11. prosince 1905 Chrudim.
Kvůli vážným zdravotním problémům byl Berlík nucen zanechat operní kariéry a své poslední sólové pěvecké vystoupení měl v Praze 16. dubna 1957. V letech 1951–1959 vyučoval zpěv na pražské konzervatoři;mezi jeho žáky patřili např.: pěvci Bohuslav Maršík, Miroslav Frydlewicz. Již dříve také zpěvačka Inka Zemánková.
Operní pěvec-tenorista Jan Berlík vynikal jak svým krásným měkkým hlasem s pěknou kantilénou, tak dobrým jevištním zjevem. Z jeho hlavních rolí se připomíná: Jeník (Prodaná nevěsta), Alfréd (La traviata), Don Carlos, Rudolf (Bohéma), Cavaradossi (Tosca) Don José (Carmen). Nahrál také několik snímků-záznamů na značce  Parlophon – spolu s Vilémem Zítkem v roce 1928 v Itálii a Německu.